# Lepisanthes
Lepisanthes es un género con 75 especies de plantas de flores perteneciente a la familia Sapindaceae.

## Especies seleccionadas
- Lepisanthes acuminata
- Lepisanthes acutissima
- Lepisanthes alaris
- Lepisanthes alata
- Lepisanthes amoena
- Lepisanthes amplifolia
- Lepisanthes senegalensis (Poir.) Leenh. - laurel del Senegal[1]

## Sinónimos
- Erioglossum [Blume]
- Anomosanthes [Blume]
- Aphania [Blume]
- Aphanococcus [Radlk.]
- Hebecoccus [Radlk.]
- Howethoa [Rauschert]
- Manongarivea [Choux]
- Otophora [Blume]
- Sapindopsis [F.C. How et C.N. Ho]
- Thraulococcus [Radlk.]